# Indigofera comosa
Indigofera comosa är en ärtväxtart som beskrevs av Nicholas Edward Brown. Indigofera comosa ingår i släktet indigosläktet, och familjen ärtväxter. Inga underarter finns listade i Catalogue of Life.